# Shapwick (Dorset)
Pour les articles homonymes, voir Shapwick.
Shapwick est une paroisse civile et un village du Dorset, en Angleterre.